# 热努约
热努约（法語：Genouilleux，法語發音：[ʒənujø]）是法国东部安省的一个市镇，属于布雷斯地区布尔格区。

## 地理
热努约（46°7'8"N, 4°47'13"E）面积4.08 平方千米，位于法国奥弗涅-罗讷-阿尔卑斯大区安省，该省份为法国东部省份，北起汝拉省，西北接索恩-卢瓦尔省，西接罗讷省和里昂大都会，南至伊泽尔省，东与萨瓦省、上萨瓦省和瑞士接壤。
与热努约接壤的市镇（或旧市镇、城区）包括：盖兰、索恩河畔佩济约、塔波纳。

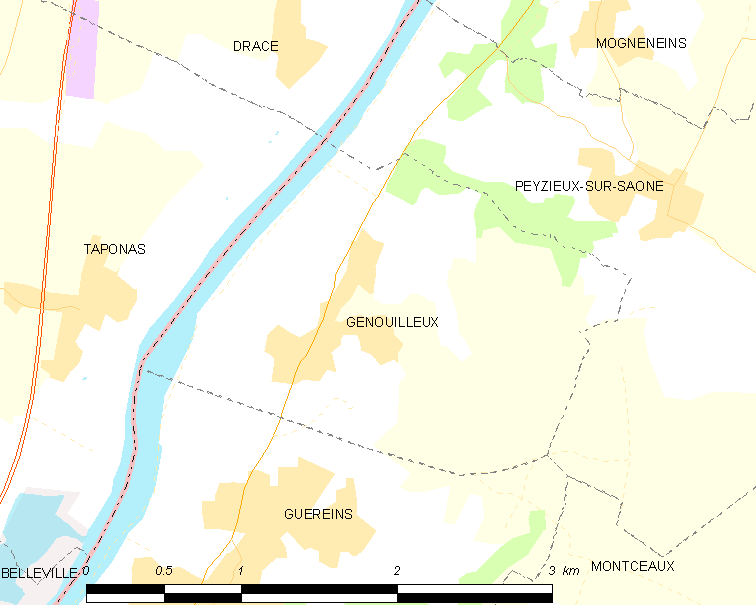
热努约的OSM定位图

热努约的时区为UTC+01:00、UTC+02:00（夏令时）。

## 行政
热努约的邮政编码为01090，INSEE市镇编码为01169。

## 政治
热努约所属的省级选区为沙拉罗讷河畔沙蒂永县。

## 人口

1962-2008年间热努约人口变化图示

热努约于2022年1月1日时的人口数量为675人。